# Mark Blundell
Pour les articles homonymes, voir Blundell.
Mark Blundell est un pilote automobile anglais né le 8 avril 1966 à Barnet (Angleterre).

## Biographie
Lors de son apprentissage en formules de promotion, Mark Blundell passe de la Formule Ford 1600 à la Formule Ford 2000, pour accéder à la Formule 3000 en 1987. Il y reste plusieurs années et remporte quelques podiums. En 1989, chez Nissan, il fait une saison de voiture de sport assez réussie et signe un contrat de pilote d'essais chez Williams F1 Team.
En 1991, il débute comme pilote-titulaire chez Brabham, écurie sur le déclin. Il marque un point sur le circuit de Spa-Francorchamps.

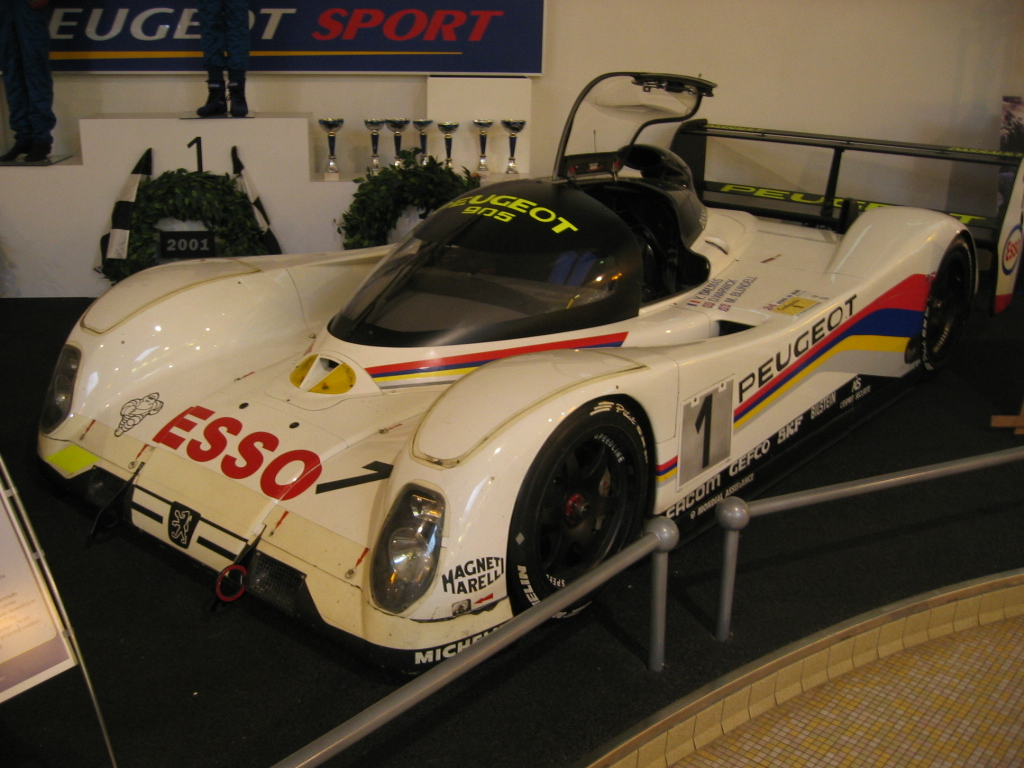
Mark Blundell vainqueur des 24 Heures du Mans 1992 sur la Peugeot 905 Evo 1B avec Derek Warwick et Yannick Dalmas.

En 1992 il devient pilote-essayeur pour McLaren et, avec Derek Warwick et Yannick Dalmas, remporte les 24 Heures du Mans pour le compte de l'écurie Peugeot.
En 1993, passé chez l'écurie Ligier, il réalise une saison convenable, en décrochant deux podiums.
L'année suivante, il passe chez Tyrrell et décroche un nouveau podium en Espagne.
Il change une nouvelle fois d'écurie, revenant chez McLaren où ses performances sont proches de celles du futur champion Mika Häkkinen (13 points en 15 courses contre 17 points en 16 courses).

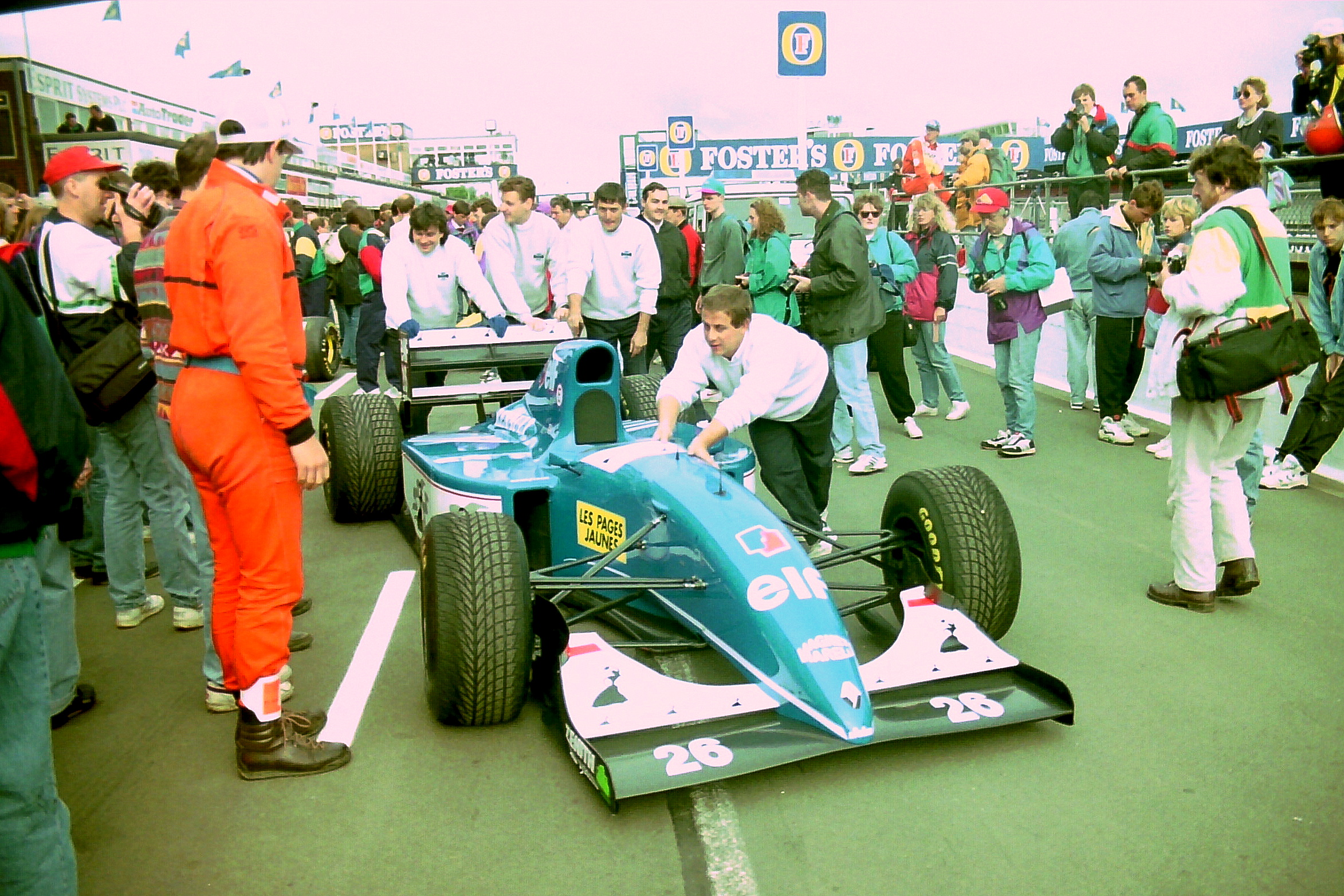
La Ligier JS39 de Mark Blundell au Grand Prix de Grande-Bretagne 1993.
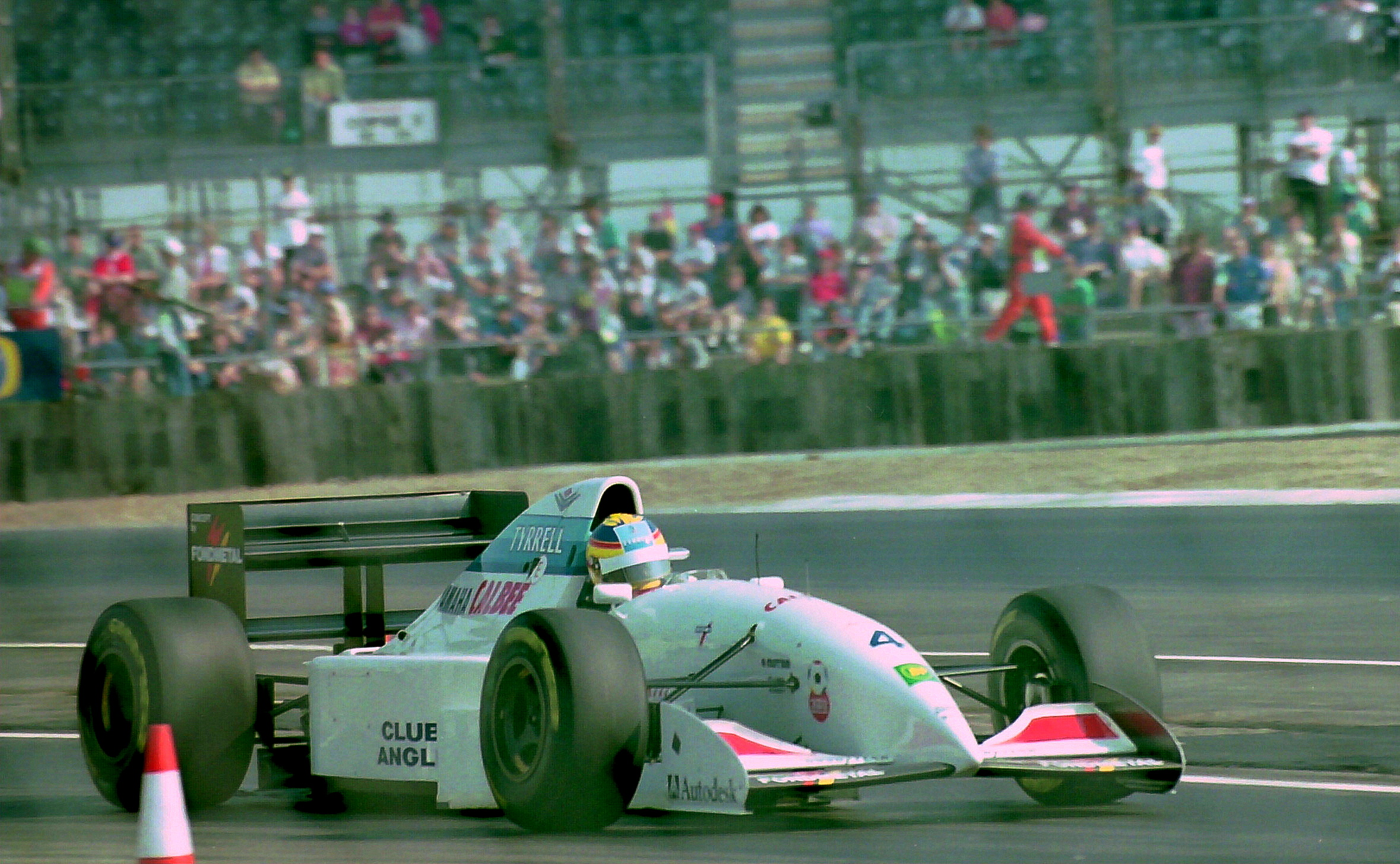
Mark Blundell au Grand Prix de Grande-Bretagne 1994.
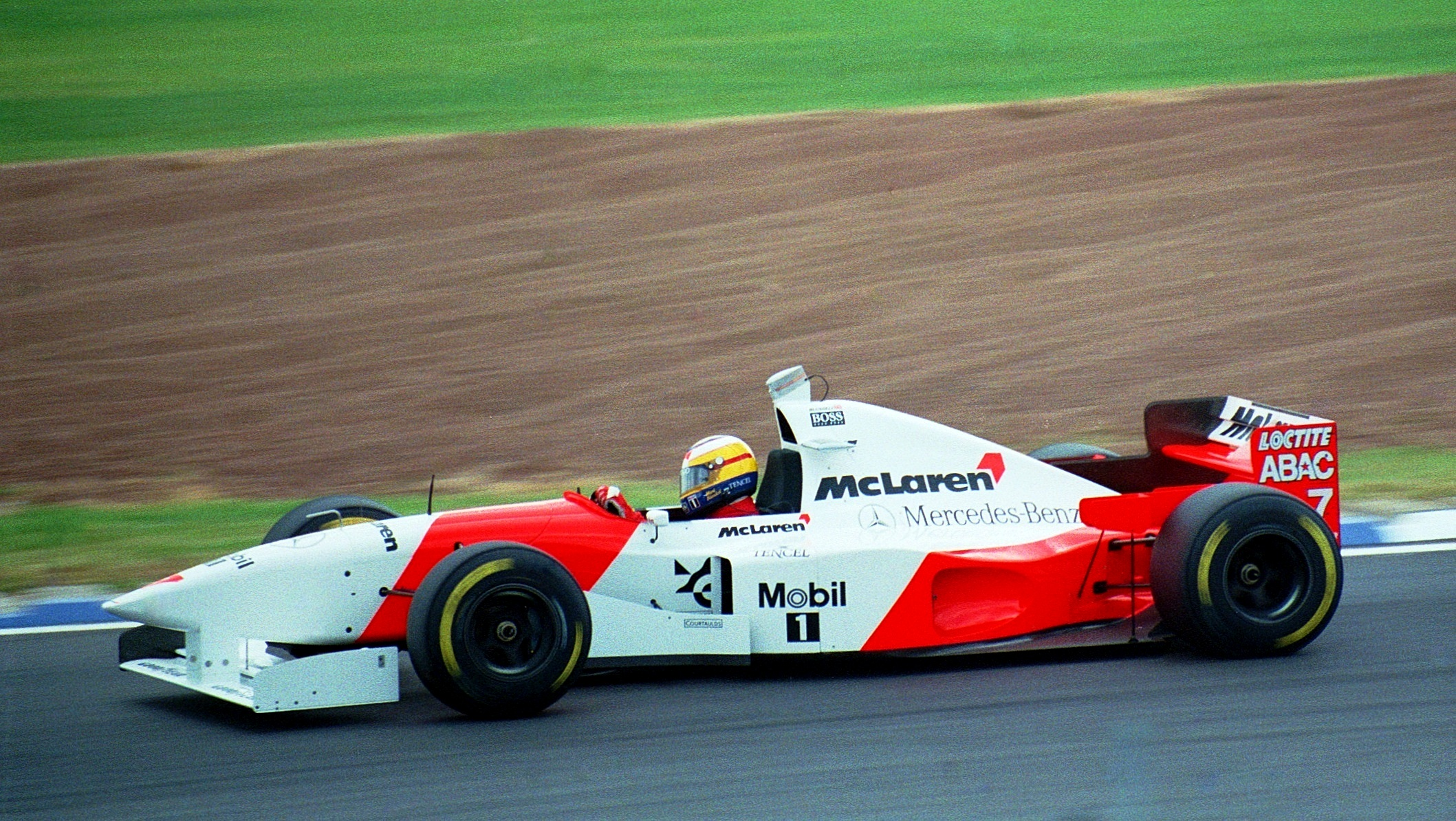
Mark Blundell au Grand Prix de Grande-Bretagne 1995 qu'il termine à la 5e place.

Mark se tourne alors vers le championnat américain CART en 1996. Lors de la seconde épreuve sur l'ovale de Rio, il est victime d'un grave accident consécutif à la défaillance brutale de ses freins. Si l'avant de sa voiture est totalement arraché, le pilote anglais s'en sort avec des blessures légères. Il termine la saison en seizième position au championnat. 1997 est meilleure puisqu'il il gagne à trois reprises, à Portland, Toronto, et à Fontana et termine sixième du championnat. En 1998, il ne finit qu'à une modeste 18e place au championnat, puis 23e en 1999 et, en 2000, il se classe en 21e position et raccroche.
Depuis, il court occasionnellement dans des compétitions d'Endurance, avec quelques résultats aux 12 Heures de Sebring, ou aux 24 Heures du Mans.

## Résultats en championnat du monde de Formule 1
| Saison | Écurie                        | Châssis                | Moteur       | Pneus    | GP disputés | Points inscrits | Classement |
| ------ | ----------------------------- | ---------------------- | ------------ | -------- | ----------- | --------------- | ---------- |
| 1991   | Motor Racing Developments Ltd | BT59Y BT60Y            | Yamaha V12   | Pirelli  | 14          | 1               | 18e        |
| 1993   | Ligier Gitanes Blondes        | JS39                   | Renault V10  | Goodyear | 16          | 10              | 10e        |
| 1994   | Tyrrell Racing Organisation   | 022                    | Yamaha V10   | Goodyear | 16          | 8               | 12e        |
| 1995   | Marlboro McLaren Mercedes     | MP4/10 MP4/10B MP4/10C | Mercedes V10 | Goodyear | 15          | 13              | 10e        |

## Résultats en championnat du monde des voitures de sport
| Saison | Écurie             | Châssis | Moteur    | Pneus  | Courses disputées | Points inscrits | Classement |
| ------ | ------------------ | ------- | --------- | ------ | ----------------- | --------------- | ---------- |
| 1989   | Nissan Motorsports | R89C    | Nissan V8 | Dunlop | 5                 | 27              | 11e        |
| 1990   | Nissan Motorsports | R90C    | Nissan V8 | Dunlop | 8                 | 16              | 11e        |

## Résultats aux 24 Heures du Mans
| Année | Voiture            | Équipe               | Équipiers                              | Résultat  |
| ----- | ------------------ | -------------------- | -------------------------------------- | --------- |
| 1989  | Nissan R89C        | Nissan Motorsport    | Julian Bailey / Martin Donnelly        | Abandon   |
| 1990  | Nissan R90CK       | Nissan Motorsport    | Julian Bailey / Gianfranco Brancatelli | Abandon   |
| 1992  | Peugeot 905 Evo 1B | Peugeot Talbot Sport | Yannick Dalmas / Derek Warwick         | Vainqueur |
| 1995  | McLaren F1 GTR     | GTC Gulf Racing      | Ray Bellm / Maurizio Sandro Sala       | 4e        |
| 2001  | MG-Lola EX257      | MG Sport             | Julian Bailey / Kevin McGarrity (en)   | Abandon   |
| 2002  | MG-Lola EX257      | MG Sport             | Julian Bailey / Kevin McGarrity (en)   | Abandon   |
| 2003  | Bentley Speed 8    | Team Bentley         | David Brabham / Johnny Herbert         | 2e        |

## Palmarès
- Vainqueur des 24 Heures du Mans 1992 et 2e en 2003.
- 6e du championnat CART 1997 (3 victoires)
- 3e des 12 Heures de Sebring 2003